# Noctuelia pygmaealis
Noctuelia pygmaealis là một loài bướm đêm trong họ Crambidae.